# Trevor Foley
Trevor Foley (* 22. Juni 1999) ist ein US-amerikanischer Duathlet und Triathlet. Er wird geführt in der Bestenliste US-amerikanischer Triathleten auf der Ironman-Distanz.

## Werdegang
Trevor Foley kam 2019 zum Triathlon und er startet seit 2021 als Profi.
Im Juli 2024 gewann der 25-Jährige den Ironman 70.3 Boulder. Zudem gewann er im Juli auch auf der Langdistanz den Ironman USA und stellte mit seiner Siegerzeit von 7:55:23 Stunden in Lake Placid einen neuen Streckenrekord ein.

## Sportliche Erfolge
| Datum/Jahr    | Platz | Wettbewerb               | Austragungsort       | Zeit     | Bemerkung                           |
| ------------- | ----- | ------------------------ | -------------------- | -------- | ----------------------------------- |
| 20. Juli 2025 | 3     | Ironman USA              | Lake Placid          |          |                                     |
| 8. Juni 2025  | 2     | Eagleman Ironman 70.3    | Cambridge (Maryland) | 03:37:17 |                                     |
| 21. Juli 2024 | 1     | Ironman USA              | Lake Placid          | 07:55:23 | Streckenrekord                      |
| 8. Juni 2024  | 1     | Ironman 70.3 Boulder     | Boulder              |          |                                     |
| 19. Mai 2024  | 3     | Ironman 70.3 Chattanooga | Chattanooga          |          | hinter seinem Landsmann Matt Hanson |
| 23. Juli 2023 | 3     | Ironman 70.3 Oregon      | Oregon               |          |                                     |
| 16. Okt. 2022 | 1     | Ironman 70.3 Waco        | Waco                 |          | [ 3 ]                               |
| 2022          | 2     | Ironman 70.3 Augusta     | Augusta              |          |                                     |
| 2022          | 2     | Ironman 70.3 Los Cabos   | Los Cabos            |          |                                     |

(DNF – Did Not Finish)